# Rajd Nowej Zelandii 1995
Rezultaty Rajdu Nowej Zelandii (26. Smokefree Rally New Zealand), eliminacji Rajdowych Mistrzostw Świata w 1995 roku, który odbył się w dniach 27-30 lipca. Była to piąta runda czempionatu w tamtym roku. Bazą rajdu były miasta Manukau. 

## Wyniki końcowe rajdu
| Msc.                   | Kierowca               | Pilot                  | Samochód                  | Czas                   | Strata                 | Grupa                  | Punkty                 |
| Klasyfikacja generalna | Klasyfikacja generalna | Klasyfikacja generalna | Klasyfikacja generalna    | Klasyfikacja generalna | Klasyfikacja generalna | Klasyfikacja generalna | Klasyfikacja generalna |
| ---------------------- | ---------------------- | ---------------------- | ------------------------- | ---------------------- | ---------------------- | ---------------------- | ---------------------- |
| 1                      | Colin McRae            | Derek Ringer           | Subaru Impreza 555        | 5:33.06                | 0.0                    | A8 M                   | 20                     |
| 2.                     | Didier Auriol          | Denis Giraudet         | Toyota Celica GT-Four     | 5:33.50                | +0.44                  | A8 M                   | 15                     |
| 3.                     | Juha Kankkunen         | Nicky Grist            | Toyota Celica GT-Four     | 5:34.15                | +1.09                  | A8 M                   | 12                     |
| 4.                     | Armin Schwarz          | Klaus Wicha            | Toyota Celica GT-Four     | 5:34.51                | +1.45                  | A8 M                   | 10                     |
| 5.                     | Kenneth Eriksson       | Staffan Parmander      | Mitsubishi Lancer Evo III | 5:35.38                | +2.32                  | A8 M                   | 8                      |
| 6.                     | François Delecour      | Cathy François         | Ford Escort RS Cosworth   | 5:37.30                | +4.24                  | A8 M                   | 6                      |
| 7.                     | Peter Bourne           | Tony Sircombe          | Subaru Impreza 555        | 5:42.01                | +8.55                  | A8 M                   | 4                      |
| 8.                     | Neil Allport           | Craig Vincent          | Ford Escort RS Cosworth   | 5:54.47                | +21.41                 | A8 M                   | 3                      |
| 9.                     | Jorge Recalde          | Martin Christie        | Mitsubishi Lancer Evo II  | 5:57.45                | +24.39                 | N4                     | 2                      |
| 10.                    | Rui Madeira            | Nuno da Silva          | Mitsubishi Lancer Evo II  | 5:58.16                | +25.10                 | N4                     | 1                      |
| 11.                    | Ed Ordynski            | Mark Stacey            | Mitsubishi Lancer Evo II  | 5:58:49                | +25:43                 | N4 M                   | -                      |
| PWRC                   |                        |                        |                           |                        |                        |                        |                        |
| 1 (9.)                 | Jorge Recalde          | Martin Christie        | Mitsubishi Lancer Evo II  | 5:57.45                |                        | N4                     |                        |
| 2 (10.)                | Rui Madeira            | Nuno da Silva          | Mitsubishi Lancer Evo II  | 5:58.16                | +0:31                  | N4                     |                        |
| 3 (11.)                | Ed Ordynski            | Mark Stacey            | Mitsubishi Lancer Evo II  | 5:58:49                | +1:04                  | N4 M                   |                        |
| 2L WRC                 |                        |                        |                           |                        |                        |                        |                        |
| 1 (29.)                | David Black            | Jane Black             | Toyota Corolla GT         | 6:26:33                | -                      | A6                     |                        |
| 2 (30.)                | Nobuhiro Tajima        | Ross Runnalls          | Suzuki Cultus GTI         | 6:27:34                | +1:01                  | A6                     |                        |
| 3 (33.)                | Haruhiko Kageyama      | Stuart Roberts         | Honda Civic VTi           | 6:39:03                | +12:30                 | A6                     |                        |

1. ↑  Litera M przy oznaczeniu grupy do której należy samochód oznacza, iż tylko ci kierowcy zdobywali punkty dla swoich zespołów liczonych w klasyfikacji producentów na koniec sezonu.

## Klasyfikacja po 5 rundach
Tabele przedstawiają tylko pięć pierwszych miejsc.

### Kierowcy
| Lp. | Kierowca          | Pkt |
| --- | ----------------- | --- |
| 1   | Didier Auriol     | 51  |
| 2   | Carlos Sainz      | 50  |
| 3   | Juha Kankkunen    | 50  |
| 4   | Colin McRae       | 40  |
| 5   | Francois Delecour | 36  |

### Producenci
| Lp. | Producent           | Pkt |
| --- | ------------------- | --- |
| 1   | Toyota              | 217 |
| 2   | Mitsubishi Ralliart | 199 |
| 3   | 555 Subaru WRT      | 193 |
| 4   | R.A.S. Ford         | 169 |